# نعمان باشا الكوبريللي
نعمان باشا الكوبريللي (بالتركية: Köprülüzade Numan Paşa)‏ كان الصدر الأعظم للدولة العثمانية في الفترة ما بين 16 يونيو 1710 حتى 17 أغسطس 1710. يحمل رُتبة فريق أول. تُوفي في 6 فبراير 1719 بمدينة كاندية. 